# Getterön
För småorten, se Getterön (ort).

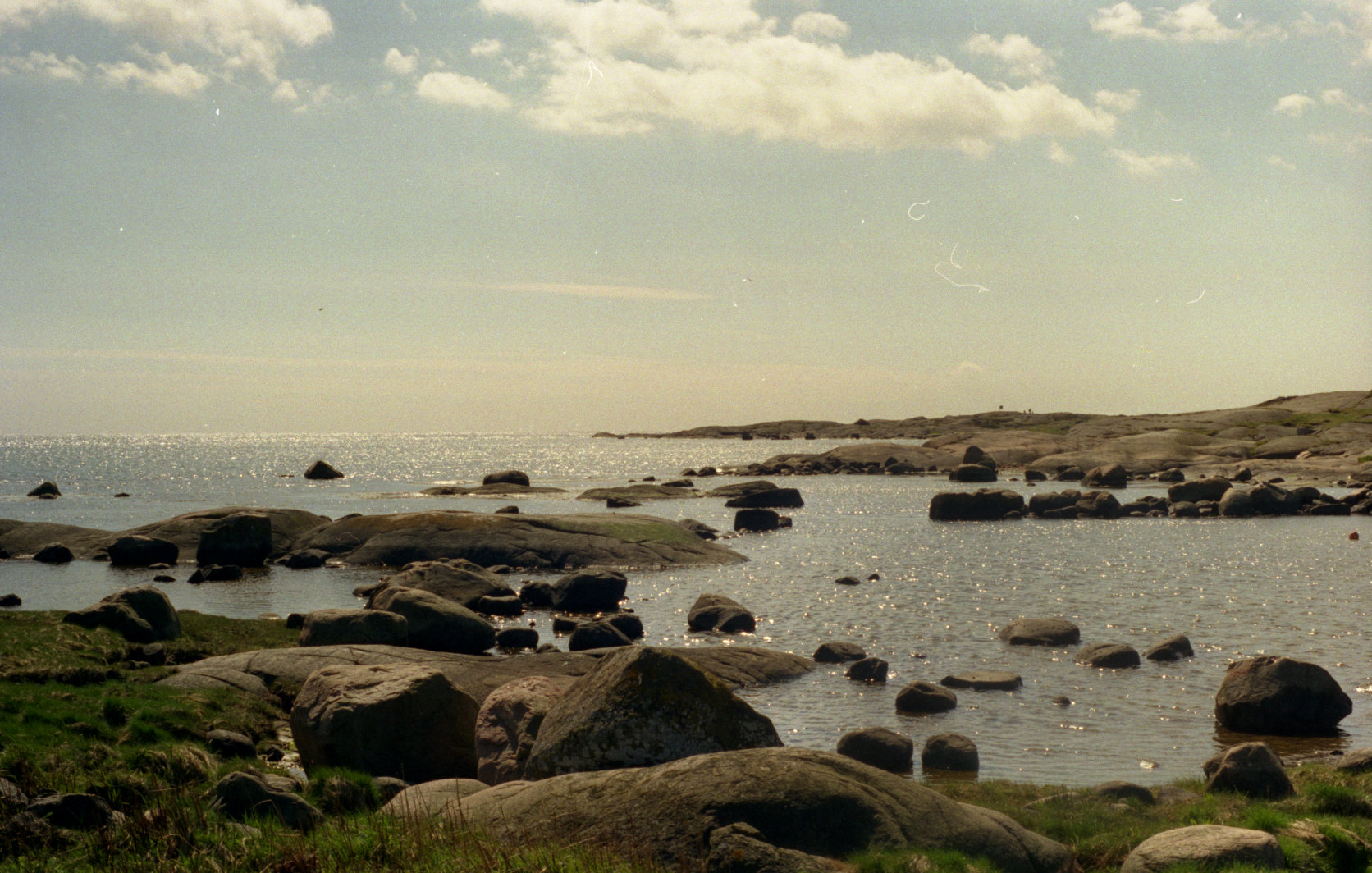
Båtaviken (andra vik) på Getterön.

Getterön är en halvö i Varbergs kommun, Hallands län, belägen strax nordväst om centralorten Varberg, med ett par hundra invånare, enligt SCB:s indelning två småorter med sammanlagt 223 invånare. På Getterön finns småbåtshamn, flygfält, campingplats, livsmedelsbutik, restauranger och två naturreservat, varav det ena räknas till norra Europas främsta fågellokaler. Dessutom finns vid småbåtshamnen ställplatser för husbil.
Det finns spår av mänsklig aktivitet på Getterön ända sedan bronsåldern. Getterön var en ö fram till 1936, då det smala sundet mellan ön och fastlandet fylldes igen. Sedan början av 1900-talet är Getterön ett välbesökt turistmål. På halvöns sydsida finns fem populära badvikar, kallade första, andra, tredje, fjärde och femte vik.

## Översikt

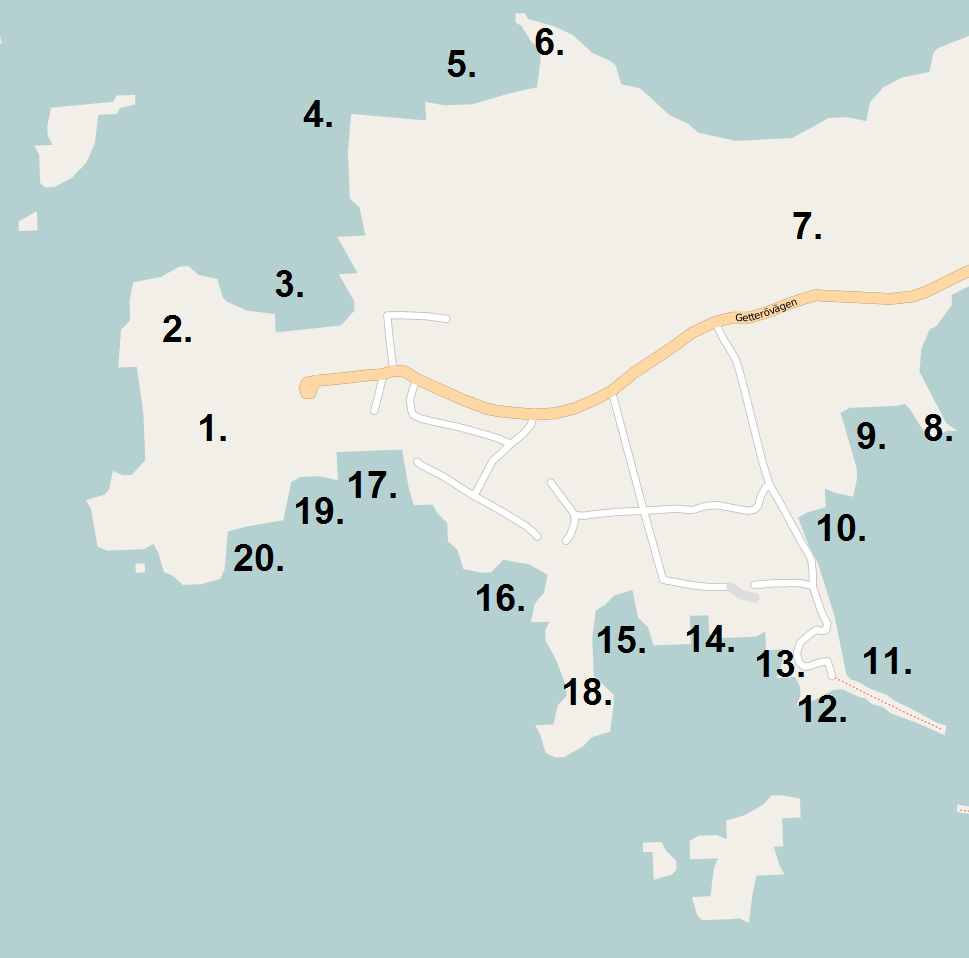
1. Stora Näs
2. Kullabacken
3. Eneskärsviken
4. Sillahallen
5. Karlsviken
6. Killingatången
7. Getteröns flygfält
8. Skäret
9. Skärsviken
10. Mjölkebacksviken
11. Småbåtshamn
12. Klöven
13. Hattaviken (Första vik)
14. Båtaviken (Andra vik)
15. Ängaviken (Tredje vik)
16. Vinbärsviken (Fjärde vik)
17. Stora Trälviken (Femte vik)
18. Lilla Näs
19. Lilla Trälviken
20. Kampaviken

1, 2, 19 och 20 ligger inom Västra Getteröns naturreservat, i folkmun kallat Gubbanäsan.
Tvärs över hela Getterön löper Getterövägen i väst-östlig riktning. Kör man Getterövägen västerut från Varberg, passerar man först över Västkustbanan på en viadukt och har sedan Getteröverket, som är Varbergs reningsverk, på vänster sida. Ett stycke längre ut ligger Getteröns naturreservat på höger sida. Till vänster ligger Varbergs hamn som kan nås via Östra eller Västra Hamnvägen.
Efter hamnen når vattnet ända upp till vägen ett kort stycke. Därefter leder en liten väg ner mot Skäret på vänster sida. På höger sida ligger Getteröns flygfält, som tar upp hela halvöns bredd mellan vägen i söder och Farehammarsviken i norr.
Efter att man passerat flygklubbens byggnader vid flygfältets bortre ände, från Varberg sett, tar bebyggelsen vid. På Getterön finns både åretruntboenden och fritidshus, samt Getteröns campingplats.

## Etymologi

Varbergs kommunvapen, tidigare använt av Varbergs stad.

Namnet Getterön är mycket gammalt. Det uppstod på vikingatiden eller ännu tidigare. Stavningen har varierat, till exempel skrivs det Gederöen eller Gäderöen 1645, Geterholmen 1691, Getter Ön 1733, Geterön 1734 och Gietterön 1752. Den nuvarande stavningen Getterön blev inte allmänt vedertagen förrän på 1900-talet, men förekommer i dokument redan på 1700-talet och används i den statliga jordeboken 1825.
Namnets betydelse är oklar. Sannolikt finns det en etymologisk koppling till det närbelägna Getakärr, en medeltida stad som var Varbergs föregångare. Möjligtvis finns det en koppling till substantivet get.  I norskan används ibland ordet geit, som betyder just "get", i namn på åar och skär. I Varbergs kommunvapen, vars utformning är hämtad från ett sigill från 1536, finns bland annat en getabock.

## Geologi
De östra delarna av Getterön är de geologiskt äldsta. Berggrunden består av granulit, som är en jämnkorning bergart som är mellan 1,6 och 1,7 miljarder år gammal.
På västra Getterön består berggrunden av charnockit, som är Hallands landskapssten. Charnockit är en magmatisk bergart, som bildats genom att magma trängt upp ur jordskorpan och sedan stelnat. Den är omkring 1,45 miljarder år gammal. Huvudsakligen består västra Getterön av två olika charnockittyper: Varbergscharnockit och Apelviken–Getterön-charnockit. På Getterön har charnockiten något större kristaller.

## Historia
De äldsta spåren av mänsklig aktivitet på Getterön är från bronsåldern. På halvön finns fem gravrösen, varav fyra är belägna på Stora Näs (Gubbanäsan). Det största är tre meter högt och mäter trettio meter i diameter. Det finns även tre stensättningar på Getterön, en gravform som förekom under bronsåldern och järnåldern.
Enligt traditionen hölls år 1293 ett kungamöte på Getterön mellan de danska och norska kungarna. Syftet var att förhandla om fred, men mötet avbröts och kungarna skildes åt som ovänner.
I Hallandia antiqua et hodierna (1752) står följande att läsa om Getterön:
| ”                                                          | Gent moth sielfwa Konåsgården ligger Gietterön, som å Nordwäst betäcker Warbergs hamn. Thenne har flifwit alt mehr och mehr å thenna sidan sandlupen, at man tit kan i Watnet åka med wagn. Orsaken här til hålles til en dehl warit then härliga Ekskogens uthuggande, af hwilken någre få stammar stå ther qwar. Sådant Ekewirke har i senare tider mäst blifwit fält til Slottets och thes Artillerie förnödenhet. | „ |
| – Jacob Richardson, ur Hallandia antiqua et hodierna, 1752 | |   |

Getterön var ursprungligen en ö, men sedan 1936 är den förbunden med fastlandet genom utfyllnad av det grunda sundet, som vid lågvatten kunde befaras med häst och vagn. Tidigare var ön endast befolkad av fiskare och torpare. Under kungsgården Lindhov fanns på 1800-talet inte mindre än 25 torp på ön, som då tillhörde Lindbergs församling. Bevarade husförhörslängder berättar om brukarna och deras familjer. Ön hade en hel del ekskog som försvann sedan äldre tiders skeppsbyggeri tagit sin del. 
Getterön tillhörde traditionellt Lindhovs kungsgård. Kring sekelskiftet 1900 uppkom idén bland öborna att köpa loss marken från kungsgården. En delegation sändes till regeringen i Stockholm, men det visade sig att kronan bara hade äganderätten till ön, men inte brukanderätten. Staten hade nämligen flera hundra år tidigare skänkt denna rätt till två överstelöjtnanter på Varbergs fästning. Man lyckades hitta ättlingarna till överstelöjtnanterna, och de flesta av dem samtyckte till att sälja torpen till getteröborna, utom en som sade nej till detta.
Något senare gick arrendetiden ut för den dåvarande arrendatorn av Lindhovs kungsgård. Då övertog Varbergs stad arrendet av Lindhov inklusive Getterön. År 1918 lyckades man få köpa Getterön. Man ville då inkorporera ön med staden. Ett hinder för detta var att Getterön tillhörde Lindbergs församling. Vid årsskiftet 1941–1942 överfördes Getterön till Varbergs församling, trots öbornas protester.
Under andra världskriget var Getterön avspärrad av dåvarande Krigsmakten. De bosatta på halvön fick särskilda passersedlar och vakter kontrollerade att inga obehöriga tog sig dit. På grund av Getteröns strategiska läge vid kusten och dess flygfält ville man med alla medel förhindra att Nazityskland landsatte trupper vid en eventuell ockupation av Sverige. Det hände också flera gånger att svenska flygplan tvingades nödlanda på Getterön.
Den 4 maj 1945, bara dagar före segerdagen, kraschlandade ett brittiskt flygplan, en De Havilland Mosquito, på Getterön. Spanaren dödades och piloten skadades svårt.

## Turism
Sedan början av 1900-talet är Getterön även välbesökt som turistmål. Då hade Varberg redan varit en kurort i hundra år.

### Restauranger
Det har funnits restaurang på Getterön sedan 1925, då källarmästare Sundh på Varbergs stadshotell öppnade servering vid fjärde vik. Så småningom öppnade även restaurangen Ståhlbrands, som sedermera bytte namn till Kattegatt. Vid en eldsvåda 1977 totalförstördes restaurang Kattegatt. Idag finns inte heller Sundhs kvar.
Idag (2011) finns restaurangerna Hattaviken och Parasollen på Getterön.

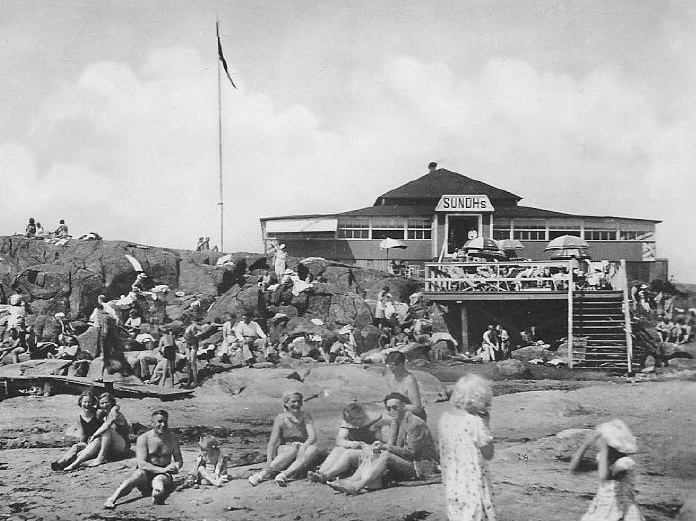
Sundhs restaurang.
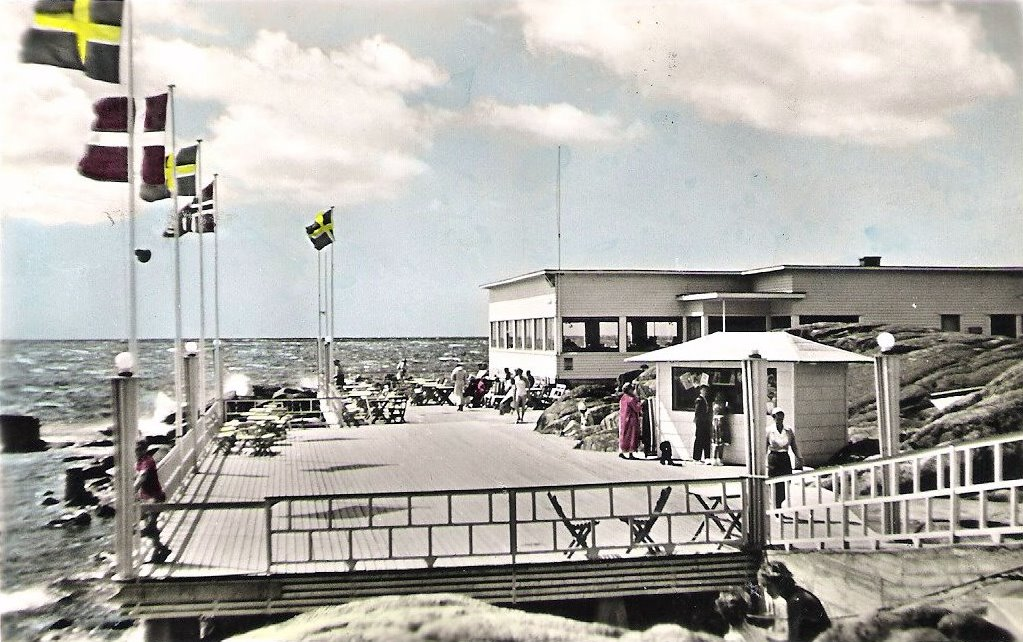
Restaurant Kattegatt, 1950-talet.

### Getteröns badvikar

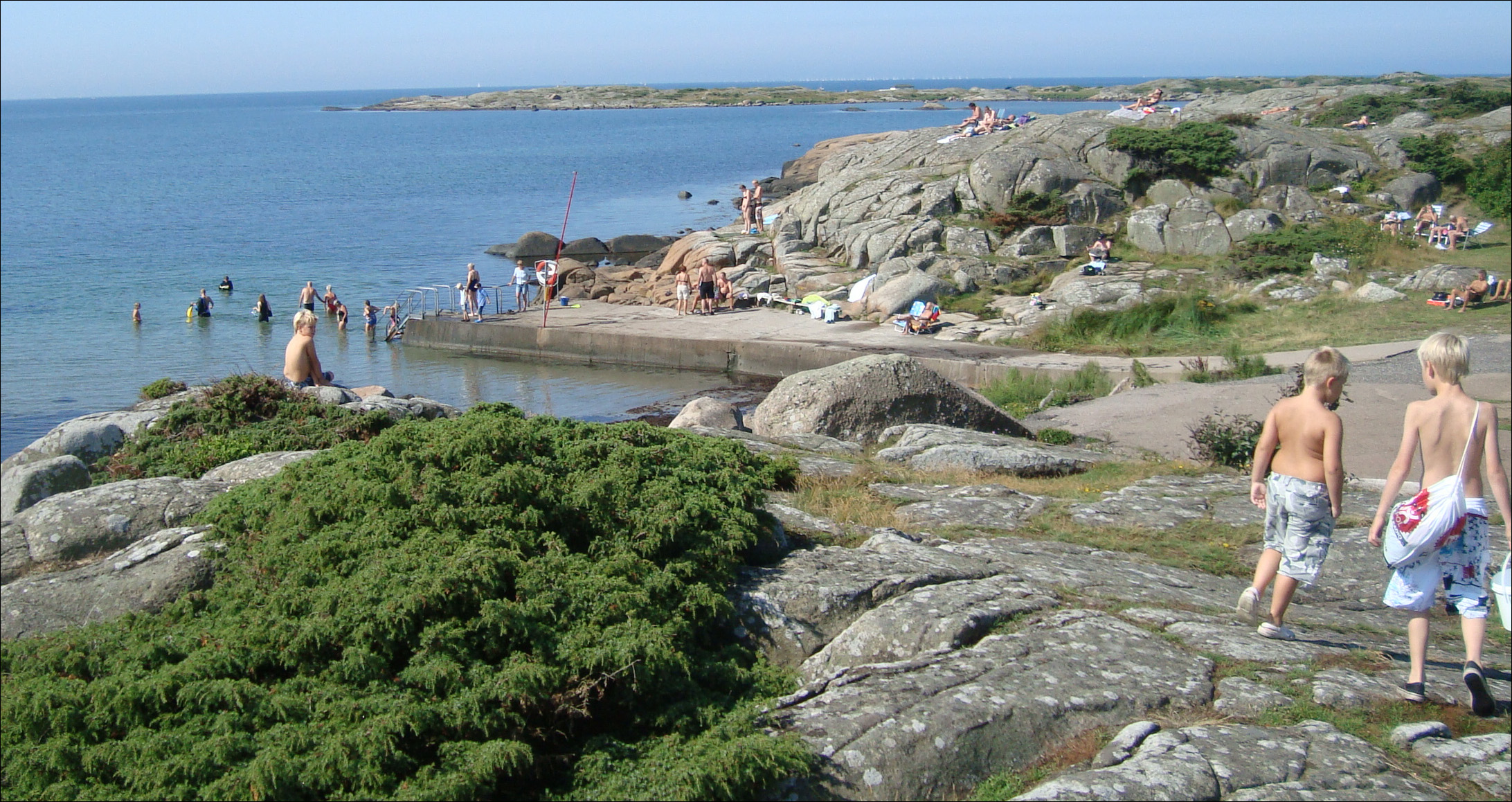
Badliv på getterön vid första vik 2009.

På Getteröns sydsida finns fem vikar, från öster till väster kallade Hattaviken, Båtaviken, Ängaviken, Vinbärsviken och Stora Trälviken. Dessa, förutom andra vik, är sedan länge populära badplatser, och kallas i folkmun för första, andra, tredje, fjärde och femte vik, numrerade i ordning efter deras läge från Varberg sett. Tredje vik är Varbergs kommuns enda hundbad.

### Getteröbåtarna

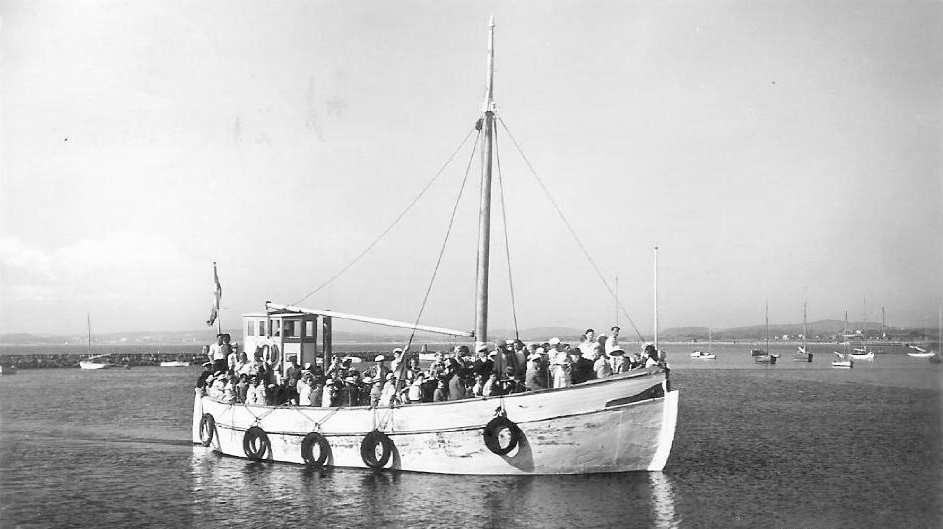
Getteröbåten på 1940-talet.

Det var August Lambert, gymnastiklärare vid realskolan i Varberg, som kom på idén att skeppa badgäster från Varberg ut till Getterön. Detta uppskattades dock inte av Badhusstyrelsen: bad skulle ske vid Kärringhålan och Djupa Dräkt ett stycke längre söderut, där det fanns badhytter.
Lambert uppmanade dock fiskaren Karl Eliasson att skeppa badgäster i sin fiskebåt, vilken denne också började med sommaren 1912. Detta blev mycket populärt, och året därpå inleddes reguljära turer mellan Varberg och Getterön. Premiärturen med motorbåten Vanadis gick på midsommardagen.
Trafiken med Getteröbåtarna upphörde av ekonomiska skäl 1965. Idag har man återupptagit trafiken, och sedan 2016 trafikeras sträckan med eldrivna båtar.

## Befolkning
Bebyggelsen på ön är koncentrerad till två småorter namnsatta till Getterön.

## Verksamhet idag
Intill Gubbanäsan har Varbergs handikappförening, DHR Västervåg sin lokal, i ett tvåvåningshus som under andra världskriget byggdes för inkvartering av militärer. Där finns nu i Västervågs regi ett vandrarhem som är öppet året runt. En stor fotbollsplan ger utrymme för diverse aktiviteter: fotboll, brännboll och drakflygning.
Varbergs Flygklubb svarar för verksamheten vid flygfältet, från vilket rundturer över trakten kan göras. 
Livsmedelskedjan Tempo har en butik på Getterön.

## Naturreservat
Det finns två naturreservat på Getterön – Getteröns naturreservat och Västra Getteröns naturreservat. Dessa är belägna i varsin ände av halvön. Reservaten bildades 1970 respektive 1974.
Getteröns naturreservat är det största och mest kända av naturreservaten. Det är en av norra Europas främsta fågellokaler, och skyddat som Natura 2000-område och upptaget på Ramsar-listan.